# Rheumaptera atra
Rheumaptera atra là một loài bướm đêm trong họ Geometridae.